# Diktyom
Das Diktyom, von altgriechisch δίκτυον diktyon, deutsch ‚Netz‘ wegen der charakteristischen Gewebestruktur, ist eine seltene Neubildung des Auges und der Augenanhangsgebilde und geht zumeist von den unpigmentierten Zellen des Epithels des Ziliarkörpers aus, seltener auch vom Sehnerven, der Netzhaut oder der Regenbogenhaut.
Synonyme sind: Medulloepitheliom des Auges; Medulloepitheliom, orbitales; Teratoneurom

## Verbreitung
Die Häufigkeit ist nicht bekannt. Die meisten Diktyome treten sporadisch auf, jedoch besteht in 5 % eine Prädisposition für die familiäre Form des Pleuropulmonalen Blastom-Syndroms.

## Klinische Erscheinungen
Klinische Kriterien sind:
- Auftreten in der Kindheit
- Sehverschlechterung
- Schmerzen
- Glaukom und/oder Katarakt

Hinzu können Leukokorie, Exophthalmus, Strabismus, Tränenträufeln, Veränderung der Augenfarbe, Hyphaema und erhöhter Augeninnendruck kommen.

## Diagnose
Die Diagnose ergibt sich aus der augenärztlichen Untersuchung.

## Differentialdiagnostik
Abzugrenzen sind:
- Retinoblastom
- Morbus Coats
- Juveniles Xanthogranulom
- Persistierender hyperplastischer primärer Vitreus

## Therapie
Die Behandlung hängt von der Größe des Tumors ab.

## Geschichte
Die Erstbeschreibung als „Carcinome primitiv“ stammt aus dem Jahre 1892 durch die französischen Augenärzte J. Badel und F. Lagrange.
Im Jahre 1904 beschrieb F. H. Verhoeff die Erkrankung als „Teratoneuroma“.
Die Bezeichnung „Diktyom“ geht zurück auf Ernst Fuchs.